# شین دونگ وو
شین دونگ وو (انگلیسی: Shin Dong-woo؛ زادهٔ ۲۵ نوامبر ۱۹۹۸) بازیگر اهل کره جنوبی است. وی بین سال‌های ۲۰۰۶ تا ۲۰۱۷ میلادی فعالیت می‌کرد.